# Leptothorax monjauzei
Leptothorax monjauzei är en myrart som beskrevs av Henri Cagniant 1968. Leptothorax monjauzei ingår i släktet smalmyror, och familjen myror. Inga underarter finns listade i Catalogue of Life.